# لهجه تهرانی
لهجه تهرانی یکی از لهجه‌های زبان فارسی است. این لهجه تفاوت آشکاری با فارسی نوشتاری معیار دارد. لهجه تهرانی با لهجه معیار در ایران متفاوت است اما نزدیکترین لهجه به لهجه معیار در ایران به شمار می‌آید.  در عین حال برخی غیرزبانشناسان لهجه تهرانی و لهجه معیار در ایران را یکسان دانسته‌اند و معتقدند در سدهٔ اخیر از جانب رسانه‌های دولت‌های مرکزی ایران به عنوان لهجهٔ معیار در رسانه‌های دیداری و شنیداری سراسری (به جز رسانه‌های محلی) مورد استفاده قرار گرفته است.

## تاریخچه
لهجهٔ تهرانی به شکل کنونی از زمان قاجار به وجود آمده است و با زبان اهالی بومی تهران تفاوت دارد. لهجهٔ قدیم تهرانی هنوز هم در مناطقی مانند شمیران و دماوند وجود دارد. هرچند که در معرض فراموشی است.
در هر بخش از تهران، این لهجه از شهرهای مجاور تأثیر پذیرفت و مناطق شمالی مانند ونک و شمیران و تجریش، گویش مازندرانی، مناطق جنوبی تهران که با شهر ری مجاور بوده گویش راجی (رازی) داشته و مناطق غرب تهران به سمت کرج نیز متأثر از تاتی بود.
به گفته گارنیک آساتوریان، زبان مردم تهران در ۱۵۰ یا ۲۰۰ سال پیش، مازنی یا راجی بوده است. از دیدگاه او زبان فارسی نیز، زبان هیچ‌یک از اقوام و خرده‌فرهنگ‌های ایرانی نیست. درواقع «فارس» کسی است که زبان یا گویش محلی خود را فراموش کرده است و به زبان معیار سخن می‌گوید. وی فارسی را یک زبان فراقومی یا میانجی می‌داند. آساتوریان می‌گوید حتی مردم ورامین و ونک نیز که نزدیک تهران هستند، در گذشته‌ای نه‌چندان دور زبان‌های خود را داشته‌اند که ظاهراً نزدیک به طبری بوده است یا مردم قم، جاسب، نراق و… به زبان راجی (رازی) صحبت می‌کرده‌اند.
پژوهشگران تهران قدیم را به سه بخش زبانی تقسیم کرده‌اند. تهران از جنوب به شهر ری و زبان راجی در آنجا می‌رسید. به گفته استادان زبان فارسی، از ویژگی‌های زبان راجی استفاده از حرف اضافه بوده و گویشوران منطقه جنوب تهران که با این گویش تکلم می‌کردند، برای مثال از حرف اضافه «ها» به جای حرف «ب» استفاده می‌کردند به‌طوری که به «بگیرید»، «هاگیرید» و به «بگرفتیم»، «هاگرفتیم» می‌گفتند. لهجه شمیرانی یا تجریشی در منطقه شمال تهران رواج داشته است. آن دسته از اهالی تهران که در محدوده ونک و شمیران سکونت داشتند به دلیل مجاورت با استان مازندران لهجه مازندرانی داشتند. والنتین ژوکوفسکی خاورشناس و زبان‌شناس روس اواخر قرن ۱۹ میلادی در سفری که به ایران داشت در حوالی شمیران با گویش تجریشی آشنا شده و در آثارش به این گویش اشاره می‌کند؛ گویشی که شباهت بسیاری با گویش مازندرانی دارد. تا امروز در محدوده‌هایی از جمله سرآسیاب دولاب، شاه عبدالعظیم و… هنوز هم افرادی با لهجه شمیرانی صحبت کنند؛ لهجه‌ای که ملایم شده گویش مازنی است. گویشی از لهجه تاتی نیز در منطقه غرب تهران رواج داشته است. مناطق شرقی تهران از دیرباز بیابان بوده است و گویش خاصی در آن مناطق تا سمنان رواج نداشته است.
هرچند که برخی از پژوهشگران نیز معتقدند، تهران در تقسیمات کشوری قدیم و پیش از این که پایتخت ایران شود از ملحقات شهر تاریخی ری بوده است؛ بنابراین گویش مردم این شهر نیز از شعب گویش راجی یا رازی، همان زبانی که از زبان پهلوی منشعب و در شمال و شمال غربی و مغرب و جنوب ایران رواج داشته، بوده است. به تصریح شمس قیس رازی زبان مردم شهر ری و از جمله تهران، حد فاصل زبان دری مشرق و زبان پهلوی مغرب و جنوب ایران محسوب می‌گردیده است. امروزه از این گویش اثری بر جای نمانده است. این گویش در زبان چند نسل پیش مردم روستائیان مناطق دولاب و شمیران و کن و سولقان شنیده می‌شد.

## روند شکل‌گیری
از قدیم‌ترین روزها، در تهران گویش رازی یعنی منسوب به ری رایج بوده است.با تبدیل تهران به شهر توسط شاه تهماسب یکم فقط یک‌پنجم روستای تهران در شهر واقع شد و بقیهٔ شهر باغ و زمین بایر بود. در این دوران مردم مختلف و به‌خصوص نظامی‌ها به تهران مهاجرت کردند تا این‌که در دوران نادرشاه تهران یک پادگان نظامی شده بود. لهجه‌های این مهاجران با گویش روستای ری ادغام شد. پس از پایتخت شدن تهران توسط آغامحمدخان قاجار مهاجرت به تهران و اقامت در آن سرعت پیدا کرد و بسیاری از اقلیت‌های قومی و مذهبی به تهران آمدند. تبعید طایفهٔ زند به تهران توسط آغامحمدخان و اثرگذاری لهجهٔ شیرازی را هم نمی‌توان در این گویش بی‌تأثیر دانست.
ایجاد منصب دیوان در زمان فتحعلی‌شاه اتفاق مهمی در این تحولات بود. پس از آن، تفرشی‌ها و آشتیانی‌ها مناصب مهم حکومتی را بر عهده گرفتند. به این ترتیب، دو نوع زبان شایع شد «زبان قلمی» و «زبان شمشیری». حاصل اختلاط این دو زبان، لهجه‌ای است که امروزه در تهران رایج است.

## ویژگی‌های تلفظ
در لهجه تهرانی امروزی برخلاف برخی لهجه‌های دیگر زبان فارسی «غ» و «ق» یکسان تلفظ می‌شود؛ مثلاً تلفظ دو واژه غریب و قریب در لهجه تهرانی یکسان است.
در مقایسه با لهجه معیار که معمولاً طول هجاها برابر است، در لهجه تهرانی امروزی، هجای اول کلمات کمی کشیده‌تر و مصوت‌های بلند (آ، او، ای) کمی کوتاهتر از لهجه فارسی معیار تلفظ می‌شوند. در نقطه مقابل لهجه تهرانی، می‌توان از لهجه‌های خوزستانی نام برد که مصوت‌های بلند در در آن لهجه‌ها نسبت به لهجه معیار کشیده‌تر تلفظ می‌شوند.
تبدیل «ان» «ام» در اغلب واژه:
- خانه ← خونه
- جان ← جون
- آرام ← آروم
- داماد ← دوماد
- ماند ← موند
- آقایان← آقایون

استثنا در واژگان کمتر رایج و نوتر از جمله اکثر جمع‌ها با «ان» جاری‌است.
در لهجهٔ تهرانی کسره برخی اوقات به صورت «ی» تلفظ می‌شود:
- شِکر ← شیکر
- کِشمِش ← کیشمیش
- بِلیت ← بیلیت
- جِگر ← جیگر
- شِلنگ ← شیلنگ
- کنجِد ← کنجید

بسیاری اوقات حرف آخر برخی واژه‌ها در هنگام استفاده در جمله حذف می‌شود. به‌طور مثال
اون خونه نیس = او در خانه نیست
هنو نرفتی = هنوز نرفتی

### تلفظ «را»
رای مفعولی به‌صورت ro- یا o- تلفظ می‌شود. در حالت نیمه‌رسمی پس از مصوت، ro، و پس از صامت، o-. گاه با «ی» میانجی بعد از مصوت، yo- تلفظ می‌شود و گاهی به‌همراه ایست چاکنایی میانجی به‌صورت 'o-.
- ما را ببین --> ما رو ببین.
- دستت را بلند کن. --> دستتو بلند کن.
- علی را ببین. --> علی رو ببین --> علی‌یُ ببین.
- برزو را بزن. --> برزو رو بزن --> Borzu'o bezan.

### تبدیل جملهٔ مفعولی در صورتی که مفعول اول شخص باشد
برای مثال:
- مرا به رستوران برد --> بردم رستوران
- مرا کشت --> کشتم

### گفتن بعضی کلمات به شکلی دیگر
- مچاله->موچوله
- تشک --> دشک
- باز-->وا
- ایستادم-->واسادم
- نمی‌ایستادم-->وانمیسادم
- صبحانه-->صبونه
- خنک--> خونک
- باقلا --> باقالی

## جمع
واژگان همواره با «ها» که با تخفیف «ه» ادا می‌شود جمع بسته می‌شوند.
- کتاب‌ها --> کتابا

## ضمایر

### ضمایر فاعلی
به جای ضمیرهای سوم شخص صفت‌های اشارهٔ جانشین اسم استفاده می‌شود.
- سوم شخص مفرد

او؛ آن --> اون
- سوم شخص جمع

ایشان؛ آن‌ها -->اون‌ها -->اونا

### های ناملفوظ
های ناملفوظ در همهٔ موارد با کسره تلفظ می‌شود. تنها استثناء کلمهٔ «نه» است که با فتحه ادا می‌شود.

## واژه‌ها و اصطلاحات
در گویش تهرانی برخی موارد متفاوت با فارسی معیار به کار می‌رود. از جمله:
اٌتول: اتومبیل
جوق: جوی آب
آپارتی یا هاپارتی: پررو، دریده، بددهن، سرتق
آیِزنه:شوهر خواهر
آلاف و اولوف: پول، مِلک
ایز گم کردن: اثر را از بین بردن، رد پا را خراب کردن
باج سبیل: پول زور
باسمه ای: بدلی، ساختگی و قلابی
بزآورده: بدشانسی آورده
تٌقٌلی: فسقلی، تپل، گرد
تق چیزی درومدن: چو افتادن، رسوایی به بار آوردن
تیپا: لگد
جونم مرگ شده: جونه (جوان) مرگ شده. (نوعی نفرین مادرانه)
جیگرطلا: معشوقه، محبوبه
جینگولی مسّان: کودک سفید تپل و خنده‌رو
جِرقابه: آب سیاه و کثیف و آلوده
چاییدی: فکر بیهوده کردن و وعده بیهوده به خود دادن
چوق: واحد پول
چَتوَل: یک چهارم بطری
چپت چقذه: چقدرپول داری
چپه: پول، مایه دست، پولی که قمار باز برای قمار رو کند.
چپه شدن: بی حال شدن
خرمگس معرکه: فضولباشی، مزاحم
خیسید: زیرحرفش زد.
خرج اتینا: ولخرجی
داداردودور: هوچی گری

## صرف فعل
- شناسهٔ سوم شخص مضارع به جای «د» های ناملفوظ است. «می‌کند --> می‌کنه»
- شناسهٔ دوم شخص جمع به جای «اید --> این» ادا می‌شود. «می‌کنید --> می‌کنین»، «رفتید --> رفتین»
- شناسهٔ سوم شخص جمع با تخفیف دال پایانی ادا می‌شود: «می‌کنند --> می‌کنن»

## تلفظ ضمایر متصل
تمام ضمایر متصل با مصوت پیشین کسره ادا می‌شوند جز اول شخص مفرد. واج الف در ضمایر متصل جمع مانند کلمه‌های جمع به و تبدیل می‌شود.
کتابَم کتابِت کتابِش
کتابِمون کتابِتون کتابِشون

## گذشته مستمروحال ملموس
لهجهٔ تهرانی و به طبع آن فارسی ایران دارای برخی ویژگی‌های جدید در دستور زبان است. یکی از این وِیژگی‌ها داشتن دو زمان فعلی گذشته مستمر و حال ملموس است که به کمک فعل کمکی داشتن ساخته می‌شود. این دو زمان به این شکل صرف می‌شوند.
گذشتهٔ مستمر: داشتم می‌رفتم | داشتی می‌رفتی | داشت می‌رفت | داشتیم می‌رفتیم | داشتید می‌رفتید | داشتند می‌رفتند
حال ملموس: دارم می‌روم | داری می‌روی | دارد می‌رود | داریم می‌رویم | دارید می‌روید | دارند می‌روند
این زمان در سایر گویش‌های شرقی فارسی دیده می‌شود. البته گذشته ملموس و حال مستمر با مفهومی کاملاً یکسان در لهجه هراتی نیز با استفاده از کلمه هِی به شکل زیر وجود دارد:
گذشته مستمر: هی می‌رفتم|هی می‌رفتی|هی می‌رفت|هی می‌رفتیم|هی می‌رفتید|هی می‌رفتند
حال ملموس: هی می‌روم|هی می‌روی|هی می‌رود|هی می‌رویم|هی می‌روید|هی می‌روند

## ویژگی‌های فارسی کهن در لهجه تهرانی
مثال دیگر ادا کردن شناسهٔ سوم شخص جمع به تخفیف د. «کردن» به جای «کردند». به عنوان مثال در تاریخ بلعمی هم چنین چیزی دیده می‌شود (و البته آثار دیگر متقدمان). یا ترکیبی چون «علی، سرش درد می‌کند» که در آن اول رکن (مثلاً مضاف‌الیه) ذکر می‌شود و بار دیگر در جای اصلی با ضمیر ادا می‌شود (که در واقع بدل است) در ادبیات فارسی کاملاً سابقه دارد. هم در شاهنامه آمده است و هم در آثار دیگر مثل غزلیات سعدی. سعدی می‌گوید «تطاولی که تو کردی به دوستی با من / من «آن» به دشمن خونخوار خویش نپسندم» اول کل رکن (در اینجا مفعول) را آورده است و بعد یک بار دیگر با «آن» به آن اشاره کرده است. یا در جای دیگر می‌گوید «باز می‌بینم و دریا نه پدیدست کرانش» یعنی کرانِ دریا پدید نیست.

## راهنمای آوانویسی
در این نوشتار از نمادهای زیر برای آوانویسی استفاده شده است.
â = تلفظ حرف آ در واژهٔ آبادان
a = تلفظ حرف اَ در واژهٔ اَبر
ٍe = تلفظ حرف اِ در واژه اِمروز
C = ج
ç = چ
i = تلفظ حروف ای در واژه ایران
ş = ش
Q = غ یا ق
O = تلفظ حرف اُ در واژهٔ اُمید
U = تلفظ حرف و در واژهٔ کوچه
X = خ
Ž = ژ